# Attagenus addendus
Attagenus addendus is een keversoort uit de familie spektorren (Dermestidae). De wetenschappelijke naam van de soort werd in 1903 gepubliceerd door J. Sahlberg.